# Sela pri Ratežu
Sela pri Ratežu so naselje v Občini Novo mesto.